# Соломонові Острови на літніх Олімпійських іграх 2008
Соломонові Острови взяли участь у літніх Олімпійських іграх 2008 року в сьомий раз у своїй історії, відправивши в Пекін трьох спортсменів, які виступали у двох видах спорту. За підсумками ігор спортсмени з Соломонових Островів не завоювали жодної олімпійської медалі.

## Легка атлетика
Спортсменів — 2
Чоловіки
| Спортсмен       | Вид  | Забіг     | Забіг | Чвертьфінал | Чвертьфінал | Півфінал   | Півфінал   | Фінал      | Фінал      |
| Спортсмен       | Вид  | Результат | Місце | Результат   | Місце       | Результат  | Місце      | Результат  | Місце      |
| --------------- | ---- | --------- | ----- | ----------- | ----------- | ---------- | ---------- | ---------- | ---------- |
| Френсіс Маниору | 100м | 11,09     | 67    | Не пройшов  | Не пройшов  | Не пройшов | Не пройшов | Не пройшов | Не пройшов |

Жінки
| Спортсмен     | Вид  | Забіг     | Забіг | Чвертьфінал | Чвертьфінал | Півфінал   | Півфінал   | Фінал      | Фінал      |
| Спортсмен     | Вид  | Результат | Місце | Результат   | Місце       | Результат  | Місце      | Результат  | Місце      |
| ------------- | ---- | --------- | ----- | ----------- | ----------- | ---------- | ---------- | ---------- | ---------- |
| Паулін Квалеа | 100м | 13,28     | 75    | Не пройшла  | Не пройшла  | Не пройшла | Не пройшла | Не пройшла | Не пройшла |

## Важка атлетика
Спортсменів - 1
Жінки
| Спортсмен  | Категорія | Маса  | Ривок | Ривок | Ривок | Ривок | Поштовх | Поштовх | Поштовх | Поштовх | Сума | Місце |
| Спортсмен  | Категорія | Маса  | 1     | 2     | 3     | Місце | 1       | 2       | 3       | Місце   | Сума | Місце |
| ---------- | --------- | ----- | ----- | ----- | ----- | ----- | ------- | ------- | ------- | ------- | ---- | ----- |
| Уенді Хейл | 58 кг     | 57,15 | 74    | 78    | 82    | 12    | 95      | 100     | 100     | 12      | 173  | 12    |

## Примшnrb
1. ↑  ESPN. Track and Field - Men's 100m Results (англ.). Архів оригіналу за 17 березня 2012. Процитовано 23 августа 2008.
2. ↑  ESPN. Women's 100 m Results (англ.). Архів оригіналу за 17 березня 2012. Процитовано 10 сентября 2008.
3. ↑  Beijing2008. Women's 58 Results (англ.). Архів оригіналу за 7 вересня 2008. Процитовано 10 сентября 2008. {{cite web}}: Вказано більш, ніж один |deadlink= та |deadurl= (довідка)